# Asota borbonica
Asota borbonica là một loài bướm đêm trong họ Erebidae. Chúng được tìm thấy ở Châu Phi, bao gồm Nam Phi, Mauritius, Réunion và Madagascar.